# Kowhai (fleuve)
Le fleuve Kowhai  (en anglais : Kowhai River) est un cours d’eau du nord-est de l’Île du Sud de la Nouvelle-Zélande .

## Géographie
IL s’écoule à partir des  pentes du mont Manakau (en) dans la chaîne de Kaikoura (en), tournant au sud-est quand elle atteint une étroite plaine côtière. Le fleuve Kowhai s’écoule vers l’océan vers l’ouest  de la Péninsule de Kaikoura, à 3 kilomètres à l’Ouest de la ville de Kaikoura.